# Calozenillia perlucida
Calozenillia perlucida là một loài ruồi trong họ Tachinidae.